# Nacaduba zygida
Nacaduba zygida är en fjärilsart som beskrevs av Hans Fruhstorfer 1916. Nacaduba zygida ingår i släktet Nacaduba och familjen juvelvingar. Inga underarter finns listade i Catalogue of Life.